# Магнітогідродинамічна сепарація
Магнітогідродинамічна (МГД) сепарація — процес розділення в електропровідній рідині твердих зернистих матеріалів за густиною з урахуванням їх електромагнітних властивостей.

Як розділове середовище використовуються електроліти — водні розчини кухонної солі, сірчаної і соляної кислот, натрієвих і калієвих лугів, мідного і залізного купоросу. Електроди для підведення струму в розчин вибирають для кожного електроліту, щоб уникнути їх розчинення внаслідок корозії (наприклад, для розчину кислот — свинцеві, лугів — із нержавіючої сталі, мідного купоросу — мідні).
Схема МГД-сепаратора наведена на рисунку. Вихідний матеріал у сепаратор подається в приймальну лійку 1 каналу 2 МГД-сепаратора. Канал сепаратора повинен бути виготовлений з немагнітного і непровідного матеріалу, щоб не екранувати робочі поля. Канал розташовується в зазорі електромагніту 3. Електроліт зі збірника 4 насосом 5 подається в завантажувальну зону каналу. Електричний струм до електроліту підводиться через електроди 6, що установлені в каналі. Продукти збагачення в розвантажувальній зоні каналу діляться роздільником 7 і направляються в збірники 8.
При зміні величини струму в електроліті або в обмотках електромагніту відбувається зміна ефективної густини рідини в широких межах. Практично в каналі МГД-сепаратора можна здійснювати розділення матеріалів при ефективній густині до 10 т/м³.
Труднощі використання МГД-сепарації полягають у вихровому характері сили Лоренца, що приводить до виникнення на вході в робочу зону сепаратора і на виході з неї циркуляційних потоків, які утруднюють процес розділення. Крім того, процес МГД-сепарації має малу продуктивність і характеризується великими витратами електроенергії. Але в порівнянні з концентрацією на столах МГД-сепарація дозволяє одержати вилучення корисних компонентів на 10—15 % більше.